# Edu Dracena
Eduardo Luís Abonízio de Souza, noto come Edu Dracena (Dracena, 18 maggio 1981), è un ex calciatore brasiliano, di ruolo difensore.
Possiede il passaporto italiano. I suoi lontani parenti italiani erano di Castel Frentano, in Provincia di Chieti.

## Palmarès

### Club

#### Competizioni statali
- Campionato Mineiro: 3

Cruzeiro: 2003, 2004, 2006
- Campionato paulista: 3

Santos: 2010, 2011, 2012

#### Competizioni nazionali
- Campionato greco: 1

Olympiakos: 2001-2002
- Campionato brasiliano: 4

Cruzeiro: 2003
Corinthians: 2015
Palmeiras: 2016, 2018
- Coppa del Brasile: 2

Cruzeiro 2003
Santos: 2010
- Campionato turco: 1

Fenerbahçe: 2006-2007

#### Competizioni internazionali
- Coppa Libertadores: 1

Santos: 2011